# Le Livre d'image

Le Livre d'image (distribuida en español como El libro de imágenes o El libro de imagen) es una película suiza de 2018 dirigida por Jean-Luc Godard y producida por Alain Sarde. Fue seleccionado para competir por la Palma de Oro en el Festival de cine de Cannes. Aunque no ganó el premio oficial, se le otorgó la primera "Palme d'Or Especial" en la historia del festival.

Cate Blanchett, como portavoz del jurado, argumentó el premio en base a:
"avanzar el cine, que ha sobrepasado los límites y que busca redefinir esos límites".
Mitra Farahani, directora de cine iraní, en nombre de Godard, recogió el premio con las palabras:
“Todo en él es totalmente diferente. Es por eso que recibe este premio especial. Su pensamiento y su mirada nos protegen. En sus películas, no hay nada que comprender. Debemos perdernos en ellas y no intentar siempre encontrar una explicación”.
Le Livre d'image es la última película del director antes de fenecer.

## Formas visuales
Le Livre d'image es un colosal compendio del mundo donde Godard, a sus 88 años, monta un collage sobre la compleja relación del arte, el pensamiento y el choque de ideas entre Oriente y Occidente.
El director trabaja con imágenes ajenas que proceden de su archivo de DVDs o VHS. Cintas almacenadas con las que nos hace notar el paso del tiempo y la caducidad fantasmagórica de los propios formatos de almacenamiento. De viejas cintas, gastadas y maltratadas, nace el bruto de nuevas formas visuales.

## Sinopsis
La sinopsis promocional de la cinta dice:
"Nada más que silencio. Nada más que una canción revolucionaria. Esta historia se divide en cinco capítulos como si de los cinco dedos de una mano se tratase".
Esos cinco dedos son: “Remakes”, “Las tardes de San Petersburgo”, “Las flores entre los raíles en el viento confuso de los viajes”, “El espíritu de las leyes” y “La región central-La Arabia Feliz”. 